# Магнолія Герреро
{{#ifeq:0|0|{{#if:|{{#if:Magnoliaguerrerensis|[[]}}|}}}}
Магнолія Герреро (лат. Magnolia guerrerensis) — вид рослин родини магнолієві (Magnoliaceae), 
вічнозелене дерево, що походить з вологих гірських хмарних лісів штату Герреро на південному заході Мексики, на честь якого вид і отримав свою назву. Дана магнолія є ендеміком штату Герреро. 